# St. Georg (Roßrieth)

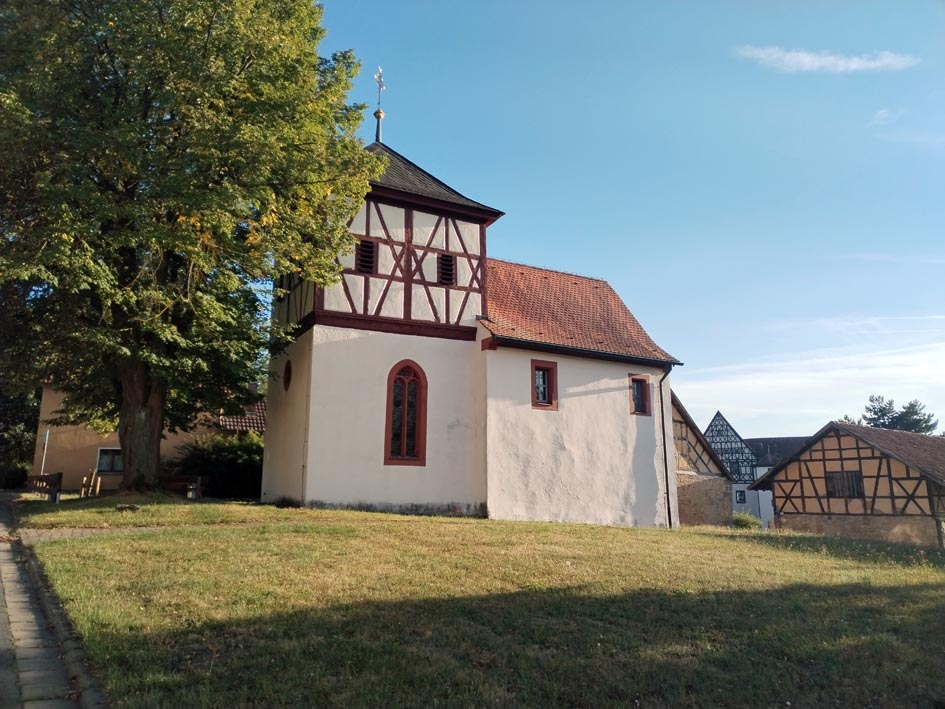
St. Georg (Roßrieth)

Die evangelisch-lutherische Filialkirche St. Georg steht in Roßrieth, einem Gemeindeteil der Stadt Mellrichstadt im unterfränkischen Landkreis Rhön-Grabfeld in Bayern. Das Langhaus des denkmalgeschützten Bauwerks wird auf das 16. Jahrhundert datiert. Die Kirche gehört zur Pfarrei Mühlfeld im Dekanat Bad Neustadt an der Saale im Kirchenkreis Ansbach-Würzburg der Evangelisch-Lutherischen Kirche in Bayern.

## Beschreibung
Das massive Erdgeschoss und das den Glockenstuhl beherbergende Obergeschoss aus Holzfachwerk des mit einem Zeltdach bedeckten Chorturms wurden 1527 erbaut. Das an ihn angebaute, mit einem Satteldach bedeckte Langhaus wurde im 16. Jahrhundert verändert und 1700 grundlegend erneuert. Die Wappen derer von Kere und derer von Steinau genannt Steinrück sind im Chorbogen und am Sakramentshaus zu sehen. Die Orgel mit 4 Registern und 189 Orgelpfeifen wurde 1912 von G. F. Steinmeyer & Co. gebaut.